# 1. florbalová liga mužů 2001/2002
1. florbalová liga mužů 2001/2002 byla 9. ročníkem nejvyšší mužské florbalové soutěže v Česku.
Základní část soutěže odehrálo 12 týmů systémem dvakrát každý s každým. Prvních osm týmů postoupilo do play-off. Ostatní čtyři týmy poprvé hrály o udržení v nejvyšší lize. Semifinále se poprvé hrálo na tři vítězná utkání.
Vítězem ročníku se podruhé v řadě a pošesté celkem stal tým Tatran Střešovice po porážce týmu Torpedo Pegres Havířov ve finále. Pro Havířov to byla první účast ve finále 1. ligy.
Nováčky v této sezoně byly týmy FBC 95 Kadaň a SSK Future. Oba týmy postoupily do 1. ligy poprvé, z prvního a druhého místa v předchozí sezóně 2. ligy. Tým Future se hned ve své první sezóně v nejvyšší soutěži probojoval do play-off.
Kadaň svoji prvoligovou účast neudržela a sestoupila zpět do 2. ligy. Druhý sestupující tým byl FBC Liberec, který se vrátil do nižší ligy po dvou sezónách v nejvyšší soutěži. Týmy byly v následující sezóně nahrazeny týmy FBK Bohemians Praha a SK Jihlava, které postoupily do 1. ligy poprvé, z prvního a druhého místa v tomto ročníku 2. ligy.
V České televizi byl poprvé odvysílán hodinový záznam florbalového zápasu, komentovaný Robertem Zárubou a Filipem Šumanem.

## Základní část
| Poř. | Tým                    | Záp. | Výh. | Rem. | Pro. | Branky    | Body |
| ---- | ---------------------- | ---- | ---- | ---- | ---- | --------- | ---- |
| 1.   | Tatran Střešovice      | 22   | 15   | 2    | 5    | 106 : 441 | 32   |
| 2 .  | Torpedo Pegres Havířov | 22   | 13   | 4    | 5    | 127 : 791 | 30   |
| 3.   | 1. SC Ostrava          | 22   | 13   | 3    | 6    | 185 : 731 | 29   |
| 4.   | VUT Bulldogs Brno      | 22   | 13   | 3    | 6    | 172 : 631 | 29   |
| 5.   | 1. SC SSK Vítkovice    | 22   | 13   | 2    | 7    | 191 : 661 | 28   |
| 6.   | FBC Pepino Ostrava     | 22   | 12   | 4    | 6    | 194 : 611 | 28   |
| 7.   | SSK Future             | 22   | 13   | 1    | 8    | 176 : 531 | 27   |
| 8.   | TJ JM Mentos Chodov    | 22   | 9    | 4    | 9    | 171 : 771 | 22   |
| 9.   | Akcent Sparta Praha    | 22   | 6    | 2    | 14   | 159 : 102 | 14   |
| 10.  | USK Slávie Ústí n/L    | 22   | 3    | 4    | 15   | 171 : 124 | 10   |
| 11.  | FBC 95 Kadaň           | 22   | 3    | 3    | 16   | 156 : 117 | 9    |
| 12.  | FBC Liberec            | 22   | 2    | 2    | 18   | 165 : 114 | 6    |

## Vyřazovací boje

### Pavouk
|  | Čtvrtfinále (na zápasy) | Čtvrtfinále (na zápasy) |                        |   | Semifinále (na zápasy) | Semifinále (na zápasy) |  |  | Finále (na zápasy) | Finále (na zápasy) |
|  |                         |                         |                        |   |                        |                        |  |  |                    |                    |
|  |                         |                         |                        |   |                        |                        |  |  |                    |                    |
|  | Tatran Střešovice       | 2                       |                        |   |                        |                        |  |  |                    |                    |
|  | Tatran Střešovice       | 2                       |                        |   |                        |                        |  |  |                    |                    |
|  | TJ JM Mentos Chodov     | 0                       |                        |   |                        |                        |  |  |                    |                    |
|  | TJ JM Mentos Chodov     | 0                       | Tatran Střešovice      | 3 |                        |                        |  |  |                    |                    |
|  |                         |                         | Tatran Střešovice      | 3 |                        |                        |  |  |                    |                    |
|  |                         | FBC Pepino Ostrava      | 0                      |   |                        |                        |  |  |                    |                    |
|  | 1. SC Ostrava           | FBC Pepino Ostrava      | 0                      | 0 |                        |                        |  |  |                    |                    |
|  | 1. SC Ostrava           |                         |                        | 0 |                        |                        |  |  |                    |                    |
|  | FBC Pepino Ostrava      | 2                       |                        |   |                        |                        |  |  |                    |                    |
|  | FBC Pepino Ostrava      | 2                       | Tatran Střešovice      | 3 |                        |                        |  |  |                    |                    |
|  |                         |                         | Tatran Střešovice      | 3 |                        |                        |  |  |                    |                    |
|  |                         | Torpedo Pegres Havířov  | 1                      |   |                        |                        |  |  |                    |                    |
|  | Torpedo Pegres Havířov  | Torpedo Pegres Havířov  | 1                      | 2 |                        |                        |  |  |                    |                    |
|  | Torpedo Pegres Havířov  |                         |                        | 2 |                        |                        |  |  |                    |                    |
|  | SSK Future              | 1                       |                        |   |                        |                        |  |  |                    |                    |
|  | SSK Future              | 1                       | Torpedo Pegres Havířov | 3 |                        |                        |  |  |                    |                    |
|  |                         |                         | Torpedo Pegres Havířov | 3 |                        |                        |  |  |                    |                    |
|  |                         | 1. SC SSK Vítkovice     | 1                      |   |                        |                        |  |  |                    |                    |
|  | VUT Bulldogs Brno       | 1. SC SSK Vítkovice     | 1                      | 0 |                        |                        |  |  |                    |                    |
|  | VUT Bulldogs Brno       |                         |                        | 0 |                        |                        |  |  |                    |                    |
|  | 1. SC SSK Vítkovice     | 2                       |                        |   |                        |                        |  |  |                    |                    |
|  | 1. SC SSK Vítkovice     | 2                       |                        |   |                        |                        |  |  |                    |                    |

### Čtvrtfinále
Na dva vítězné zápasy.
Tatran Střešovice – TJ JM Mentos Chodov 2 : 0 na zápasy
- Chodov – Tatran 0 : 7 (0:4, 0:1, 0:2)
- Tatran – Chodov 7 : 1 (1:1, 3:0, 3:0)

Torpedo Pegres Havířov – SSK Future 2 : 1 na zápasy
- Future – Havířov 4 : 2 (1:0, 1:1, 2:1)
- Havířov – Future 3 : 2 (2:2, 1:0, 0:0)
- Havířov – Future 3 : 2 (0:0, 1:1, 2:1)

1. SC Ostrava – FBC Pepino Ostrava 0 : 2 na zápasy
- FBC Ostrava – 1. SC Ostrava 6 : 2 (0:0, 3:1, 3:1)
- 1. SC Ostrava – FBC Ostrava 2 : 4 (0:0, 1:3, 1:1)

VUT Bulldogs Brno – 1. SC SSK Vítkovice  0 : 2 na zápasy
- Vítkovice – Bulldogs 3 : 2p (1:2, 0:0, 1:0, 1:0)
- Bulldogs – Vítkovice 2 : 5 (0:3, 1:2, 1:0)

### Semifinále
Na tři vítězné zápasy.
Tatran Střešovice – FBC Pepino Ostrava  3 : 0 na zápasy
- Tatran – FBC Ostrava 6 :3  (3:0, 0:1, 3:2)
- Tatran – FBC Ostrava 4 : 3ts (1:0, 2:1, 0:2, 0:0)
- FBC Ostrava – Tatran 1 : 10 (0:0, 0:4, 1:6)

Torpedo Pegres Havířov – 1. SC SSK Vítkovice  3 : 1 na zápasy
- Havířov – Vítkovice 4 : 3 (2:2, 0:1, 2:0)
- Havířov – Vítkovice 6 : 5p (1:0, 3:2, 1:3, 1:0)
- Vítkovice – Havířov 7 : 3 (2:0, 3:2, 2:1)
- Vítkovice – Havířov 4 : 5 (2:2, 0:2, 2:1)

### Finále
Na tři vítězné zápasy.
Tatran Střešovice – Torpedo Pegres Havířov  3 : 1 na zápasy
- Tatran – Havířov 8 : 3 (3:0, 2:0, 3:3)
- Tatran – Havířov 2 : 3p (0:0, 0:0, 2:2, 0:1)
- Havířov – Tatran 2 : 6 (0:1, 2:3, 0:2)
- Havířov – Tatran 0 : 3 (0:0, 0:1, 0:2)

### O 3. místo
Jeden zápas.
1. SC SSK Vítkovice – FBC Pepino Ostrava  3 : 6 (1:3, 2:1, 0:2)

### Konečná tabulka play-off
| Pořadí           | Tým                    |
| ---------------- | ---------------------- |
| Zlatá medaile    | Tatran Střešovice      |
| Stříbrná medaile | Torpedo Pegres Havířov |
| Bronzová medaile | FBC Pepino Ostrava     |
| 4.               | 1. SC SSK Vítkovice    |
| 5.               | 1. SC Ostrava          |
| 6.               | VUT Bulldogs Brno      |
| 7.               | SSK Future             |
| 8.               | TJ JM Mentos Chodov    |

## Boje o udržení (play-down)
Hrály poslední čtyři týmy.
| Poř. | Tým                 | Záp. | Výh. | Rem. | Pro. | Branky   | Body | Poznámka |
| ---- | ------------------- | ---- | ---- | ---- | ---- | -------- | ---- | -------- |
| 9.   | Akcent Sparta Praha | 25   | 7    | 3    | 15   | 69 : 116 | 17   | udržení  |
| 10.  | USK Slávie Ústí n/L | 25   | 4    | 6    | 15   | 81 : 132 | 14   | udržení  |
| 11.  | FBC 95 Kadaň        | 25   | 4    | 3    | 18   | 70 : 131 | 11   | sestup   |
| 12.  | FBC Liberec         | 25   | 3    | 3    | 19   | 78 : 125 | 9    | sestup   |